# Bennedict Mathurin

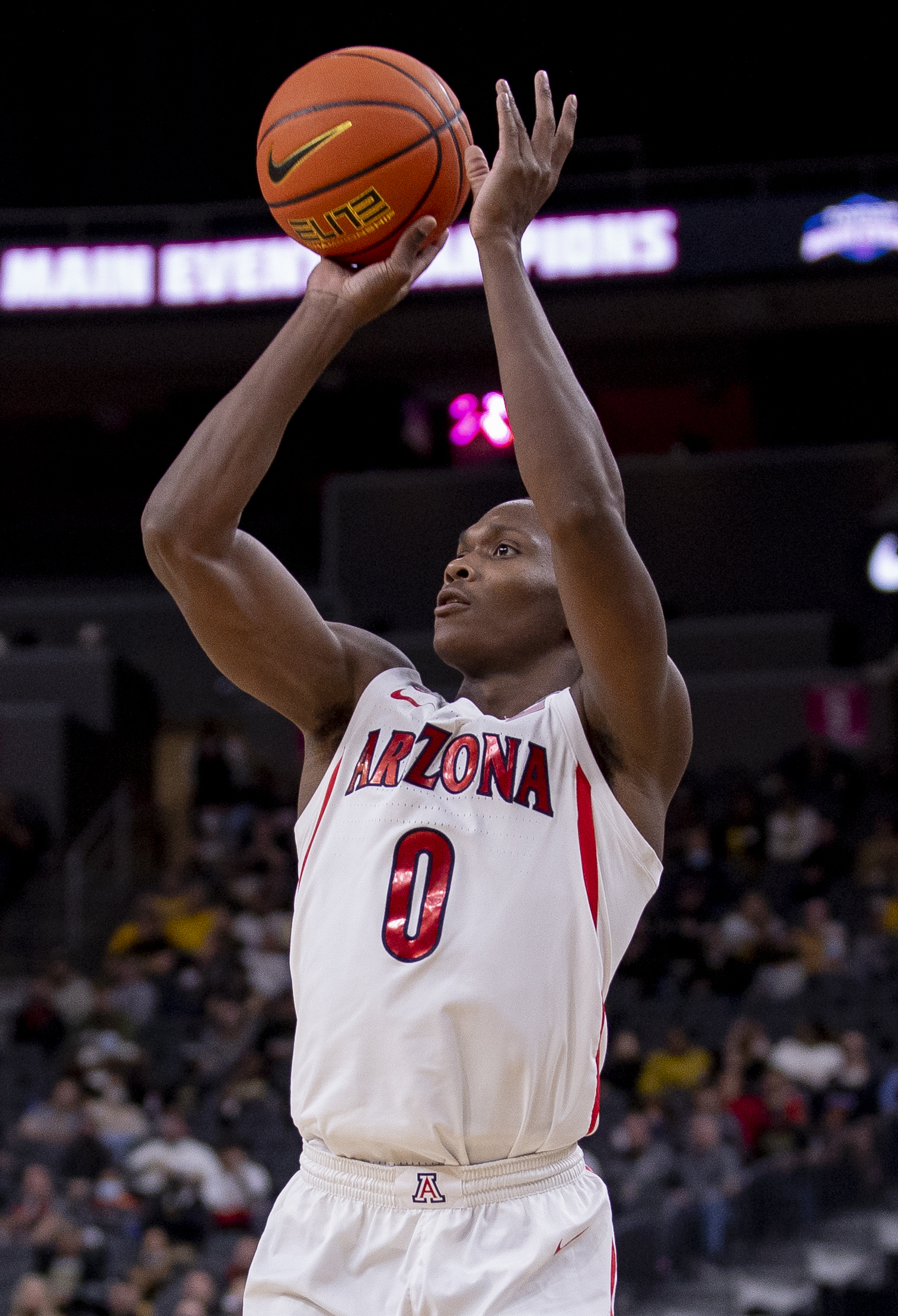
Bennedict Mathurin, 2021.

Bennedict Richard Felder Mathurin, född 19 juni 2002 i Montréal i Québec, är en kanadensisk professionell basketspelare (SG/SF) som spelar för Indiana Pacers i National Basketball Association (NBA).
Han draftades av Indiana Pacers i första rundan i 2022 års draft som sjätte spelare totalt.
Innan Mathurin blev proffs studerade han på University of Arizona och spelade för deras idrottsförening Arizona Wildcats